# Donley megye
Donley megye az Amerikai Egyesült Államokban, azon belül Texas államban található. Megyeszékhelye és legnagyobb városa Clarendon. Lakosainak száma 3258 fő (2020. április 1.). Donley megye Armstrong, Gray, Collingsworth, Hall, Briscoe, Wheeler és Carson megyékkel határos.

## Népesség
A megye népességének változása:
| Lakosok száma | 3828 | 3674 | 3631 | 3602 | 3522 | 3499 | 3258 |
|               | 2000 | 2010 | 2011 | 2012 | 2013 | 2015 | 2020 |